# Carmel (ciudad bíblica)

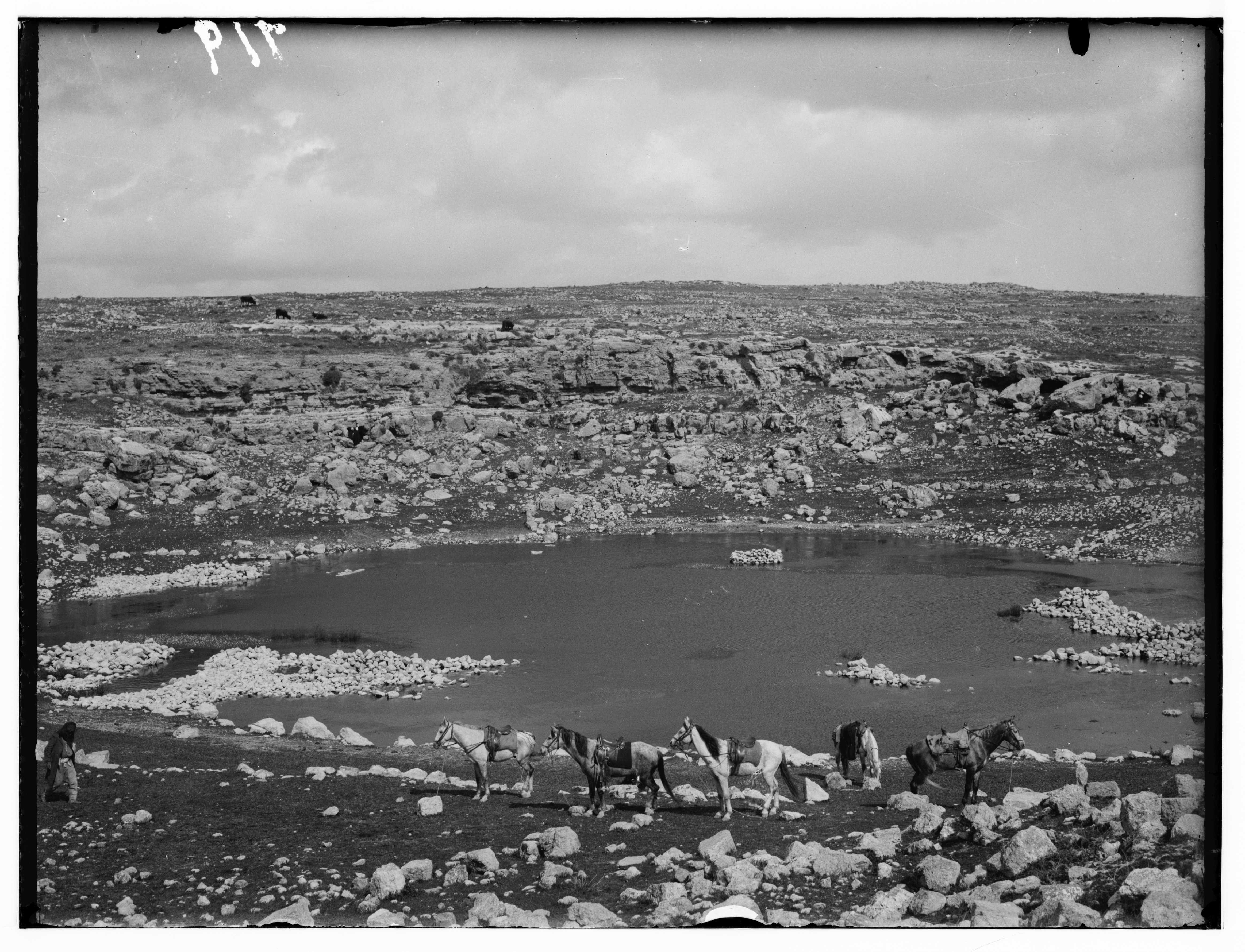
Fotografía de la biblioteca del Congreso de Carmel, «circa» 1900 a 1926, que muestra el agua que sale de un manantial natural

Carmel era una antigua ciudad israelita en Judea, situada a unos 11,2 kilómetros (7 mi) de Hebrón, en la frontera sureste del monte Hebrón. Según la Biblia, Saúl erigió un monumento a la victoria en Carmel para conmemorar su triunfo sobre Amalec. 
El sitio se identifica generalmente con la aldea árabe de al-Karmil.

## En la Biblia hebrea
Hay varias referencias a Carmel en la Biblia. Se menciona como una ciudad de Judea en los Libros de Samuel y también en Josué 15:55. Se menciona como el lugar donde Saúl erige un monumento después de la expedición contra los amalecitas (1 Samuel 15:12). Carmel se menciona en 1 Samuel 25:2 como el lugar de las posesiones de Nabal, que era el marido de Abigail.
Además de la importancia agrícola del lugar, Carmel también tenía una importancia estratégica porque contenía el único manantial natural de agua fiable en el área inmediata, cuyas aguas se recogen en una piscina artificial. Carmel, en relación con Maon, se encuentra directamente al norte, muy cerca.

## Período romano y bizantino

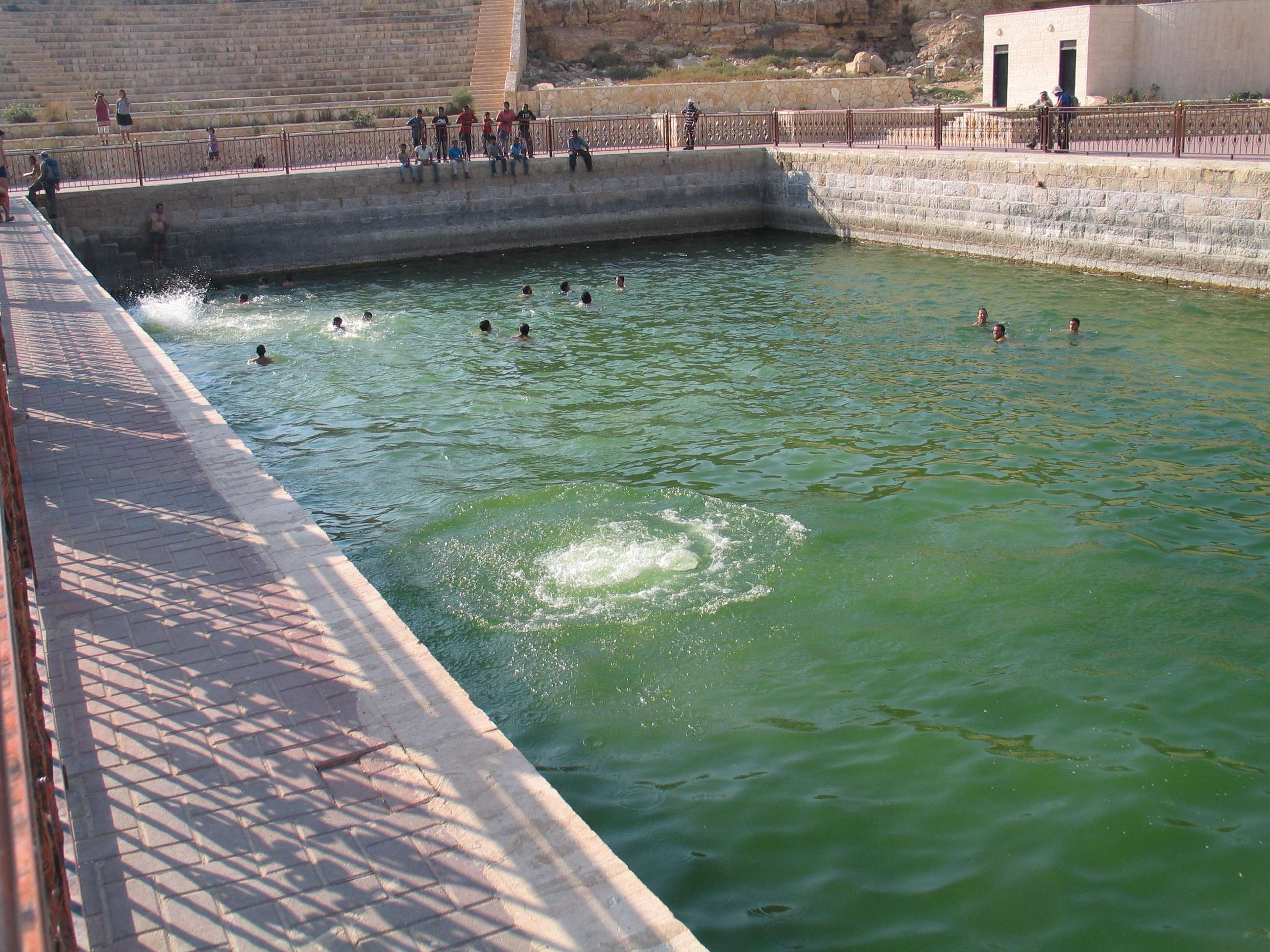
Piscina artificial en Carmel (al-Karmil)

Mencionado en el Onomasticon de Eusebio como un pueblo «10 millas al este  [sic] de Hebrón," el pueblo albergó una guarnición romana después de la revuelta de Bar Kojba. Se cree que el asentamiento judío prosperó hasta que el ejército persa de Cosroes obligó a la guarnición romana del ejército de Heraclio a abandonar Palestina. Al carecer de mercado para su vino, el asentamiento judío decayó, y la sinagoga fue finalmente abandonada en el siglo IX. 
En la época bizantina, alrededor del siglo VI o VII d. C., se construyó aquí una iglesia, en el lado occidental de los restos. Se descubrieron los contornos de otras dos iglesias en las inmediaciones al norte y al sur. 
La sinagoga abandonada, que aún se conserva en la ciudad palestina ahora conocida como al-Karmil, es una de las sinagogas antiguas mejor conservadas de Cisjordania. 

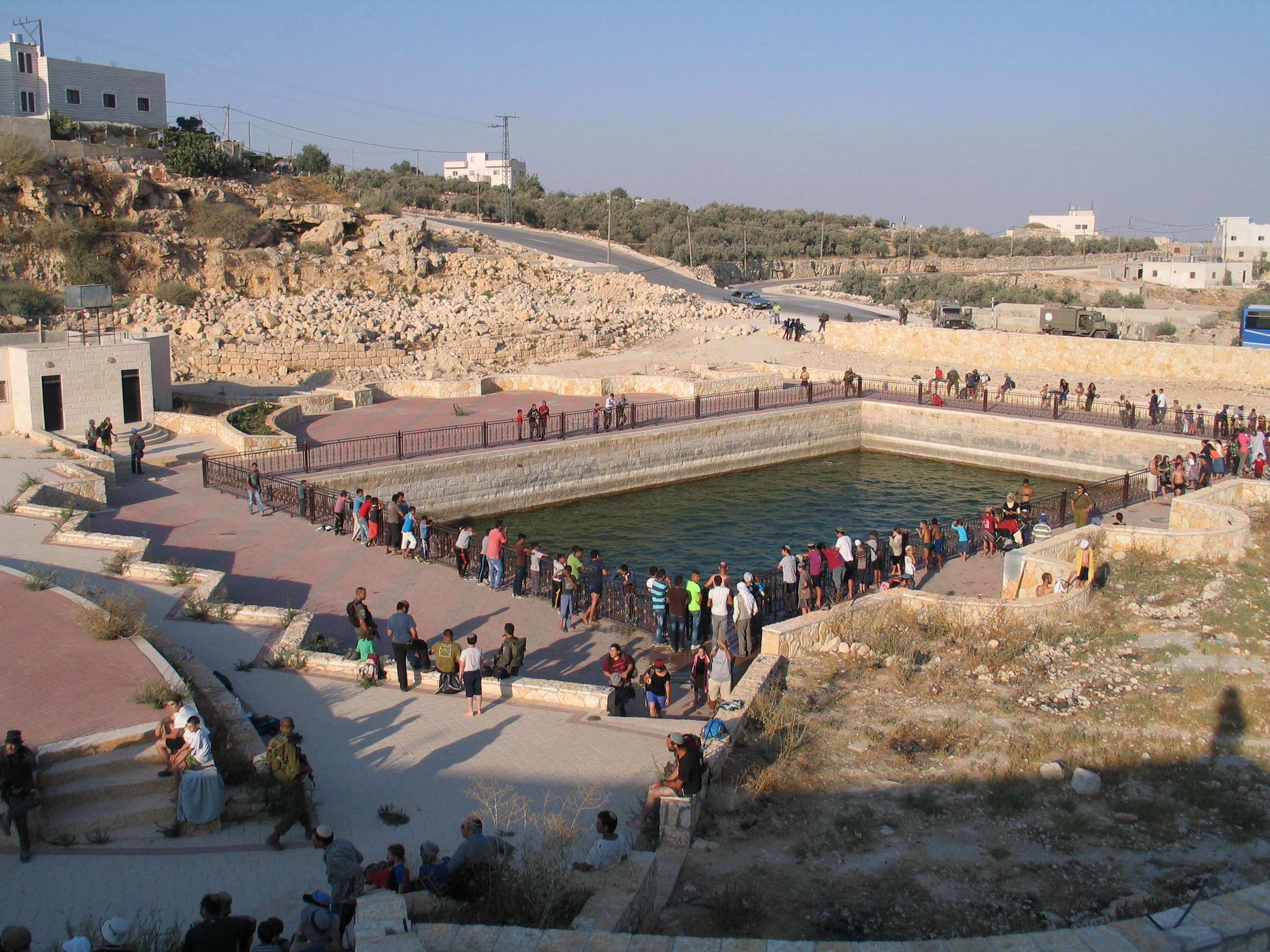
Piscina artificial en Carmel (al-Karmil)

## Período de las cruzadas
Durante el el período de las cruzadas en el siglo XII d. C., se construyó un castillo en Carmel bajo el mando de Reinaldo de Châtillon. Guillermo de Tiro menciona a Carmel como el campamento del Rey Amalarico en 1172.

## Bibliography
- Amit, David (n.d.). «Khirbet al-Karmil».  En Ben-Yosef, Sefi, ed. Israel Guide - Judaea (A useful encyclopedia for the knowledge of the country) (en hebreo) 9. Jerusalem: Keter Publishing House, in affiliation with the Israel Ministry of Defence. OCLC 745203905.
- Bar, Doron (2003). «The Christianisation of Rural Palestine during Late Antiquity». Journal of Ecclesiastical History (en inglés) (Cambridge University Press) 54 (3): 401-421. doi:10.1017/S0022046903007309.
- Chapman III, Rupert L.; Taylor, J.E., eds. (2003). Palestine in the Fourth Century A.D.: The Onomasticon by Eusebius of Caesarea (en inglés). Jerusalem: Carta. ISBN 965-220-500-1. OCLC 937002750.
- Conder, C.R.; Kitchener, H.H. (1883). The Survey of Western Palestine: Memoirs of the Topography, Orography, Hydrography, and Archaeology 3. London: Committee of the Palestine Exploration Fund.
- Ellenblum, R. (2007). Crusader Castles and Modern Histories. Cambridge University Press. pp. 108, 254, 309. ISBN 978-0-521-86083-3.
- Epiphanius (1935).  James Elmer Dean, ed. Epiphanius' Treatise on Weights and Measures - The Syriac Version (en inglés). Chicago: University of Chicago Press. OCLC 123314338.
- Kuhnen, H-P., Studien zur Chronologie und Siedlungsarchaologie des Karmel (Israel) zwischen Hellenismus und Spatantike (Wiesbaden, 1989).
- Lozovyy, Joseph. (2006). Saul, Doeg, Nabal and the "Son of Jesse": Readings in 1 Samuel 16-25. Ph.D. Thesis at the University of Edinburgh
- Mader, Andreas (1918). Altchristliche Basiliken und Lokaltraditionen in Südjudäa. Archäologische und topographische Untersuchungen (en alemán). Paderborn: F. Schöningh.
- Murphy-O'Connor, J. (2008). The Holy Land: An Oxford Archaeological Guide from Earliest Times to 1700 (en inglés). Oxford University Press US. ISBN 978-0-19-923666-4.
- Pringle, Denys (1997). Secular buildings in the Crusader Kingdom of Jerusalem: an archaeological Gazetteer. Cambridge University Press. ISBN 0521-46010-7.
- Rey, E.G. (Emmanuel Guillaume) (1871). Etude sur les monuments de l'architecture militaire des croisés en Syrie et dans l'île de Chypre (en francés). Paris: L'Imprimerie Nationale.

- Datos: Q2904870